# فقط بالا!
فقط بالا! یک بازی پلتفرم محصول ۲۰۲۳ است که توسط SCKR Games ساخته شده است. در ۲۴ مه ۲۰۲۳،  در استیم منتشر شد اما به دنبال بحث و جدل در مورد استفاده از دارایی‌های دارای حق نسخه‌برداری برای همیشه حذف شد.
فقط بالا! به دلیل سختی آن مورد تحسین قرار گرفت، اما به دلیل گرافیک و طراحی سطح مورد انتقاد قرار گرفت. این بازی با بازی های سخت کوهنوردی مانند کنار آمدن با بنت فادی و پادشاه پرش مقایسه شد. فقط بالا! مدت کوتاهی پس از انتشار به یکی از محبوب ترین بازی های توییچ و کیک تبدیل شد.

## گیم پلی

بازی با شخصیت در یک انبار زباله شروع می شود.

بازی در یک انبار آشغال آغاز می شود، جایی که شخصیت اصلی، جکی، باید بدود، بالا برود، بپرد و از میان یک سری اشیاء و سکوهای مختلف عبور کند . در اطراف نقشه، تخت‌هایی وجود دارد که بازیکن می‌تواند از آنها به عنوان ترامپولین برای رد کردن بخش‌های اصلی مسیر مانع استفاده کند. بازیکن ممکن است زمان را برای کنترل حرکات شخصیت کاهش دهد.   هیچ چک پوینت در کل بازی وجود ندارد، به این معنی که بازیکن نمی تواند پیشرفت خود را ذخیره کند. 

## عرضه
فقط بالا! توسط SCKR Games توسعه و منتشر شده است. تا حدودی از داستان عامیانه جک و لوبیاالهام گرفته شده است.    در ۱۵ ژوئن ۲۰۲۳، SCKR Games به‌روزرسانی‌ای را منتشر کرد که کنترل‌هایی را برای دوربین اضافه کرد. این به بازیکن این امکان را می داد که بین پرسپکتیوهای اول و سوم شخص به طور متناوب تغییر کند و دوربین را در مرکز قرار دهد. این به روز رسانی به دلیل (از بین بردن) تمام لذت تماشای آسیب دیدن استریمرها مورد انتقاد قرار گرفت. 

## پذیرایی و میراث
بسیاری از نظرات احساس کردند که فقط بالا! گیم‌پلی بازی استرس‌زا بود. این همان چیزی است که باعث شد بازی در فضای مجازی منتشر شود  و این شبیه به بازی پلتفرم کنار آمدن با بنت فادی بود.  آیو کاواسه از اتومن‌مدیا احساس تنش بالا  بازیکنان را که در بازی احساس می‌کردند ستایش کرد. الی گولد در نوشتن برای TechRadar احساس کرد که فقط بالا! با این فکر که یک بازیکن می تواند با انجام یک اشتباه ساده پیشرفت خود را از دست بدهد، می تواند یک افزایش اندک آدرنالین  به بازیکن بدهد. بن لیون از Gamereactor ، با رتبه‌بندی هفت از ده بازی، خاطرنشان کرد که بازی هیچ نقطه بازرسی ندارد، مکان‌هایی که بازیکن می‌تواند پیشرفت خود را حفظ کند و نوشت که بازیکنان باید راهی برای عبور از موانع بدون افتادن پیدا کنند.  ارشاهب از دکسیرتو بازی را با سه ستاره از پنج ستاره، خلاصه ای از گیم پلی فریبنده  را بیان کرد و نوشت که بازیکن زمانی که نزدیک به برنده شدن است، می تواند هر لحظه سقوط کند و در نتیجه پیشرفت قابل توجهی را از دست بدهد. با این حال، روزنامه‌نگار جیسون کارت‌ورایت از تک‌آوو، گیم‌پلی بازی را به‌عنوان بسیار پاداش‌دهنده  برای بازیکنانی که موفق به غلبه بر موانع ارائه‌شده می‌شوند تحسین کرد.
اکثر منتقدان احساس کردند که گرافیک فقط بالا! بد ساخته شده بودند. در حالی که کریستین هریسون از راهنماهای سخت را امتحان کنید گولد و لیونز احساس کردند که موانع و طراحی کلی اصلاح نشده است، کارت‌ورايت از زیبا بودن گرافیک و نورپردازی هنگام استفاده از یک کامپیوتر پیشرفته، تحسين کرد. هر دو لیون و ساباروال اظهار داشتند که پنهان ایستر اگ در هر بخش می تواند بازیکنان را شگفت زده کند. اگرچه کاواس نوشته که فقط بالا! به طور ضعیف بهینه شده بود، هریسون اشاره کرد که تنظیمات گرافیکی بازی به حداکثر خود تنظیم شده است. هریسون ، گولد ، لیونز و ساباروال توافق کردند که این بازی یک بازی عجله ای بود و احساس کردند که فقط بالا! یک بازی پلتفرم منحصر به فرد نبود.

### فقط بال! فورتنایت
فقط بال خط مقدم یک نقشه فورتنایت سفارشی است که توسط کاربری به نام آرمی در آنریل انجین ایجاد شده است. این اقتباس بیشتر جنبه های گیم پلی را با نسخه قبلی خود به اشتراک می گذارد و ارجاعات فورتنایت را اضافه می کند.  با هشت برابر تعداد بازیکنان اصلی فقط بالا! نسخه فورتنایت در اوایل جولای بیش از ۱۰۰۰۰۰ بازیکن داشت. 

## همچنین ببینید
- کنار آمدن با بنت فودی
- پادشاه پرش